# Kanakpatti
Kanakpatti (nep. कनकपट्टी) – gaun wikas samiti w środkowej części Nepalu w strefie Dźanakpur w dystrykcie Dhanusa. Według nepalskiego spisu powszechnego z 2011 roku liczył on 966 gospodarstw domowych i 5620 mieszkańców (2695 kobiet i 2925 mężczyzn).